# آي أو إس 5
آي أو إس 5 هو الإصدار الخامس الرئيسي لنظام تشغيل آي أو إس للأجهزة المحمولة الذي طورته شركة أبل، باعتباره خليفة لنظام التشغيل آي أو إس 4. تم الإعلان عنه في مؤتمر المطورين العالميين للشركة في 6 يونيو 2011، وأصدر في 12 أكتوبر 2011. خلفه آي أو إس 6 في 19 سبتمبر 2012.
تم تجديد إشعارات آي أو إس 5، بإضافة لافتات مؤقتة تظهر أعلى الشاشة وتقديم مركز الإشعارات، وهو موقع مركزي لجميع الإشعارات الحديثة. أضاف نظام التشغيل أيضًا آي كلاود، خدمة التخزين السحابي من أبل لمزامنة المحتوى والبيانات عبر الأجهزة التي تدعم آي كلاود، وآي مسج، خدمة المراسلة الفورية من أبل. لأول مرة، يمكن تثبيت تحديثات برامج النظام لاسلكيًا، دون الحاجة إلى جهاز كمبيوتر وآي تيونز. تميز آي أو إس 5 أيضًا بتكامل عميق مع تويتر، وقدم إيماءات متعددة المهام على أجهزة آي باد، وأضاف اختصارًا للكاميرا يسهل الوصول إليها من شاشة القفل.
كان نظام التشغيل آي أو إس 5 موضوع انتقادات لمستخدمي آيفون 4 إس، حيث كان الإصدار الأولي يتمتع بعمر بطارية ضعيف، وفشل في بطاقات وحدة التعريف المشترك، ويصدر صدى أثناء المكالمات الهاتفية. تم إصلاح هذه المشاكل في الإصدارات اللاحقة.

## التطبيقات
- يتم تقسيم تطبيق آي بود إلى موسيقى ومقاطع فيديو على أجهزة آي باد وآيفون، كما هو الحال مع آي بود تاتش.
- التذكير
- الصحف والمجلات
- سيري (آيفون 4 إس وما فوق)

## تاريخ

### المقدمة والإصدار الأولي
قدم آي أو إس 5 في مؤتمر آبل العالمي للمطورين في 6 يونيو 2011، مع إصدار تجريبي متاح للمطورين في وقت لاحق من ذلك اليوم. أصدر آي أو إس 5 رسميًا في 12 أكتوبر 2011.

### التحديثات
| الإصدار | البنية                    | تاريخ الاصدار  | ملاحظات |
| ------- | ------------------------- | -------------- | --- |
| 5.0     | 9A334                     | 12 أكتوبر 2011 | الإصدار الأولي |
| 5.0.1   | 9A405                     | 10 نوفمبر 2011 | اصلاح المشاكل |
| 5.0.1   | 9A406                     | 12 ديسمبر 2011 | اصلاح المشاكل |
| 5.1     | 9B176 9B179 [low-alpha 2] | 7 مارس 2012    | - إعادة تصميم تطبيق الكاميرا لجهاز آي باد - يوجد اختصار الكاميرا على شاشة القفل دائمًا، ولديه إيماءة انزلاق جديدة للتنشيط (آيفون وآي بود تاتش فقط) - تمت زيادة حد تنزيل آب ستور الذي يتجاوز شبكة الجيل الثالث إلى 50 ميغابايت (كان سابقاً 20 ميغابايت) - دعم اللغة اليابانية لـ سيري |
| 5.1.1   | 9B206                     | 7 مايو 2012    | اصلاح المشاكل |
| 5.1.1   | 9B208                     | 25 مايو 2012   | اصلاح المشاكل |

## ميزات النظام

### الأشعارات
في إصدارات آي أو إس السابقة، ظهرت الإشعارات على الشاشة كمربعات حوار، مما أدى إلى مقاطعة النشاط الحالي. في نظام التشغيل آي أو إس 5، تم تجديد الإشعارات وتظهر على شكل لافتة مؤقتة أعلى الشاشة. يمكن أيضًا الوصول إلى الإشعارات الأخيرة عن طريق سحب «مركز الإشعارات» من أعلى الشاشة. يمكن للمستخدمين الذين يفضلون نظام الإشعارات القديم الاحتفاظ به عن طريق اختيار الخيار المناسب في قائمة الإعدادات.

### آي كلاود
يقدم آي أو إس 5 خدمة آي كلاود للتخزين السحابي من أبل. تتيح الخدمة الجديدة للمستخدمين مزامنة الموسيقى والصور ومقاطع الفيديو وبيانات التطبيق عبر جميع أجهزتهم التي تدعم آي كلاود.

### تحديثات لاسلكية
يمكّن آي أو إس 5 تحديثات النظام اللاسلكي على الأجهزة المدعومة، مما يعني أن الكمبيوتر وآي تيونز ليسا ضروريين لتحديث الأجهزة. يمكن تفعيل كل من الأجهزة الجديدة والتحديثات لاسلكيًا.

### التكامل مع تويتر
يتميز آي أو إس 5 بتكامل عميق مع تويتر. يمكن للمستخدمين تسجيل الدخول إلى تويتر مباشرة من قائمة الإعدادات. يمكن «التغريد» على الصور مباشرةً من تطبيقات الصور أو الكاميرا، ويمكن للمستخدمين أيضًا التغريد من تطبيقات سفاري ويوتيوب وخرائط جوجل.

### تعدد المهام
ظهرت إيماءات المهام المتعددة لأول مرة على آي باد مع إصدار آي أو إس 5. يتيح تعدد المهام للمستخدمين التنقل بين التطبيقات دون النقر المزدوج على زر الصفحة الرئيسية أو الانتقال أولاً إلى الشاشة الرئيسية. كانت إيماءات تعدد المهام متاحة فقط على آي باد 2.

### لوحة المفاتيح
يمكن فك لوحة مفاتيح آي باد من أسفل الشاشة، ويمكن تقسيمها إلى لوحتين نصفيتين.

## ميزات التطبيق

### الصور والكاميرا
سمح إصدار آي أو إس 5 الأول بالوصول إلى تطبيق الكاميرا بسهولة من شاشة القفل لأول مرة. نقر المستخدمون نقرًا مزدوجًا فوق زر الصفحة الرئيسية، وسيظهر رمز الكاميرا بجوار رسالة «مرر للفتح»، ويمكن للمستخدمين النقر فوقه للوصول مباشرة إلى الكاميرا. أدى تحديث آي أو إس 5.1 إلى تبسيط العملية، وإسقاط إجراء النقر المزدوج على زر الصفحة الرئيسية، ولكن يتطلب من المستخدمين التمرير لأعلى أيقونة الكاميرا. لأغراض أمنية عندما يكون الجهاز مقفلاً برمز مرور، فإن طريقة الوصول هذه إلى الكاميرا تسمح فقط بالوصول إلى تطبيق الكاميرا، ولا تتيح أي ميزات أخرى للجهاز.
الضغط على زر رفع الصوت يسمح للمستخدم بالتقاط صورة.

### الرسائل
سمحت آي مسج، وهي خدمة مراسلة فورية جديدة مدمجة في تطبيق الرسائل، لأي شخص لديه جهاز آي أو إس 5 بإرسال كل من الرسائل الأساسية ورسائل الوسائط المتعددة إلى أي شخص آخر لديه جهاز آي أو إس 5 متوافق. على عكس الرسائل النصية القصيرة، تستخدم الرسائل المرسلة عبر آي مسج الإنترنت بدلاً من الرسائل النصية الخلوية العادية، ولكن أيضًا على عكس الرسائل النصية القصيرة العادية، فإن أجهزة أندرويد وبلاك بيري غير متوافقة مع الخدمة. تتم مزامنة رسائل آي مسجs عبر أجهزة المستخدم، وتتميز برموز لونية باللون الأزرق، مع رسائل إس إم إس العادية باللون الأخضر.

### البريد
تضمن تطبيق آي أو إس بريد أبل تنسيق نص منسق، وتحكم أفضل في المسافة البادئة، ووضع علامة على الرسائل، والقدرة على سحب العناوين بين حقول "TO" و "CC" و "BCC".

### التذكير
تتيح التذكيرات للمستخدمين إنشاء قوائم مهام تحتوي على تنبيهات يمكن أن تكون إما قائمة على التاريخ أو على الموقع.

### الصحف والمجلات
لا يعمل تطبيق الصحف والمجلات كتطبيق محلي، ولكنه يعمل كمجلد خاص. عند تحديده، فإنه يعرض أيقونات لجميع الدوريات التي اشترك فيها المستخدم، مثل الصحف والمجلات. يتم تنزيل الأعداد الجديدة تلقائيًا.

### الموسيقى والفيديو
استبدال تطبيق آي بود بتطبيقات منفصلة للموسيقى والفيديو.

## المشاكل

### مشكلات الترقية الأولية
شهد الإصدار الأولي لشهر أكتوبر 2011 من نظام التشغيل آي أو إس 5 مشاكل كبيرة في الترقية، مع وجود أخطاء أثناء التثبيت والتحميل المفرط لخادم أبل.

### عمر بطارية آيفون 4 إس
بعد شكاوى المستخدمين، أكدت أبل رسميًا أن عمر بطارية آي أو إس 5 ضعيف لبعض مستخدمي آيفون 4 إس، وذكرت أن تحديث البرنامج القادم سيصلح المشكلات. تحديث آي أو إس 5.0.1 إصلح الأخطاء المتعلقة بمشاكل البطارية.

### انخفاض اتصال واي فاي
في نوفمبر 2011، أبلغت إنغادجيت أن تحديث آي أو إس 5 تسبب في انقطاع اتصال واي فاي لبعض المستخدمين. كتب التقرير أيضًا أن «التحديث الأخير لنظام التشغيل آي أو إس 5.0.1 لم يصلح الأمر بالتأكيد»، وتساءل عما إذا كانت الأحداث غير ذات صلة أو جزء من مشكلة أكبر.

### فشل بطاقة وحدة التعريف المشترك
أبلغ بعض مستخدمي آيفون 4 إس عن مشكلات في بطاقات وحدة التعريف المشترك في آي أو إس 5، حيث تم إعطاؤهم رسائل خطأ حول «وحدة التعريف المشترك غير صالحة» و«فشل وحدة التعريف المشترك». أصدرت أبل إصدارًا ثانيًا لتحديث 5.0.1 المصمم لإصلاح مشكلات بطاقة وحدة التعريف المشترك.

### الصدى في المكالمات الهاتفية
أبلغ بعض مستخدمي آيفون 4 إس عن الظهور العشوائي للصدى أثناء المكالمات الهاتفية التي تم إجراؤها باستخدام سماعات الأذن في الإصدار الأولي لنظام آي أو إس 5. لم يتمكن الطرف الآخر في المكالمة أحيانًا من سماع المحادثة بسبب هذه المشكلة.

## الاستقبال
تلقت العديد من جوانب آي أو إس 5 مراجعات إيجابية، بما في ذلك مركز الإشعارات الجديد، والقدرة على المزامنة والتحديث لاسلكيًا، وآي مسج، والمزيد. قال ريتشموند شين من ديلي تلغراف: «آي أو إس 5 هو ترقية رائعة لنظام تشغيل رائع بالفعل. يبحث الأشخاص المختلفون عن أشياء مختلفة في نظام تشغيل الأجهزة المحمولة. لهذا السبب يفضل بعض الأشخاص أجهزة بلاك بيري أو أندوريد أو ويندوز موبايل. أقدر سهولة الاستخدام والاهتمام بالتفاصيل في التصميم. مع نظام التشغيل آي أو إس 5، تواصل أبل تقديم أفضل تجربة مستخدم متاحة.»
قال ريتشارد جودوين من موقع تعرف على هاتفك المحمول «بشكل عام، نعتقد أن آي أو إس 5 هو كل ما يحتاجه ليكون أكثر. لا يمكننا الانتظار حتى تلتصق أسناننا به بمجرد إصداره في خريف عام 2011.»

## الأجهزة المدعومة
مع هذا الإصدار، أسقطت أبل دعم الأجهزة القديمة، وتحديداً آيفون 3 جي والجيل الثاني من آي بود تاتش.
| - آيفون 3 جي إس - آيفون 4 - آيفون 4 إس | - آي بود تاتش (الجيل الثالث) - آي بود تاتش (الجيل الرابع) | - آي باد - آي باد 2 - آي باد 3 | - أبل تي في (الجيل الثاني) - أبل تي في (الجيل الثالث) |  |